# دوني فليتشير
دوني فليتشير (بالإنجليزية: Donnie Fletcher)‏ هو لاعب كرة قدم أمريكية أمريكي، ولد في 23 مايو 1990 في كليفلاند في الولايات المتحدة.

## وصلات خارجية
- دوني فليتشير على موقع مرجع كرة القدم المحترفة.كوم (الإنجليزية)